# Georges Rivollet (écrivain)
Pour l’article homonyme, voir Georges Rivollet (homme politique).
Georges Rivollet est un écrivain et dramaturge français né le 2 novembre 1852 à Paris et mort le 23 novembre 1928 à Bellevue (Hauts-de-Seine).

## Biographie
Licencié en droit, Georges Rivollet entre à la Cour des comptes comme auditeur en janvier 1878. Il y est promu conseiller référendaire en 1890. Il est fait chevalier de la légion d'honneur le 29 décembre 1910.
Il est inhumé au cimetière du Père-Lachaise (71e division).

## Publications
- La Petite Comtesse en paradis, 1902
- Un duel, 1902
- Les Phéniciennes, drame en quatre actes en vers, 1903
- La Dentelle de Thermidor, 1908, prix Auguste-Furtado de l’Académie française en 1909
- Bénédicte, 1913
- La Fiancée de mademoiselle. Colombe. Le Pierrot. 1914
- Jérusalem !, pièce en cinq actes en prose, musique de scène de Massenet, théâtre de Monte-Carlo, janvier 1914
- Le Retour, pièce en un acte, 1918
- Adrienne Lecouvreur, 1925
- Les Trois Grâces. Pages d'une chronique romanesque du Premier Empire, roman, 1925
- Le Pauvre d'Assise, légende en vers en cinq épisodes, 1926